# Fürst und Kupferberg (Adelsgeschlecht)

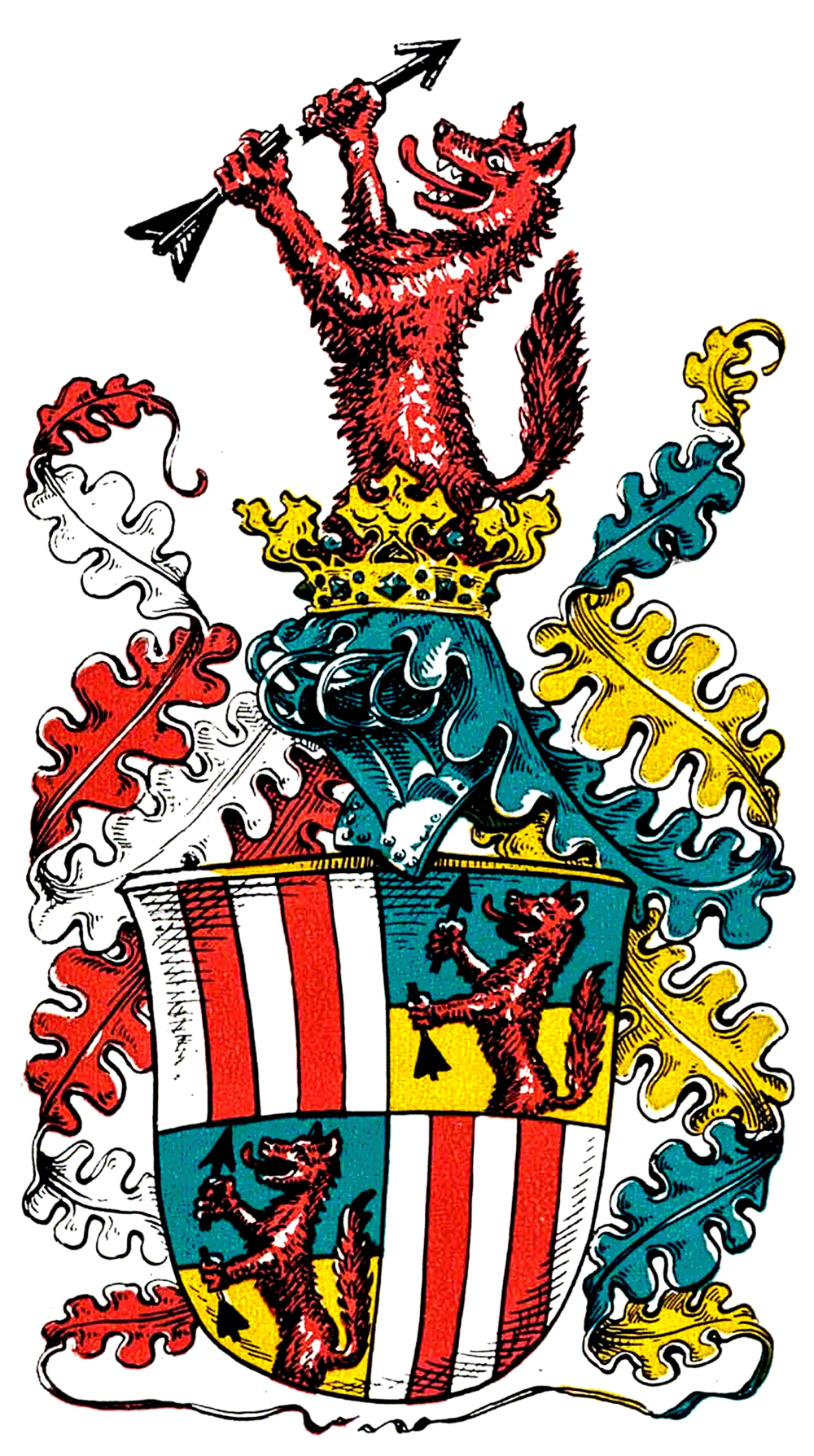
Wappen der Fürst von Kupferberg (Rudolf Stein)

Fürst und Kupferberg, auch Fürst von Kupferberg oder kurz die Fürsten, war der Name eines schlesischen Adelsgeschlechts.

## Geschichte
Die wahrscheinlich schon adelige Familie Fürst wanderte 1553 aus Bamberg im Fränkischen Reichskreis nach Schlesien ein. Nach einer anderen Quelle war ihr Name zuvor „nicht im geringsten“ mit einem Adelstitel verbunden. Sie wurde 1577 durch Georg Fürst (* 1535; † 21. Juli 1600 in Breslau) in den Reichsadelsstand „von Kupferberg“ erhoben der Kupferberg im Jahr 1596 auch kaufte. Das Geschlecht saß von 1600 bis 1687 im Rat, wurde 1669 in den Freiherrenstand erhoben und erlosch im 18. Jahrhundert mit dem preußischen Großkanzler Maximilian von Fürst und Kupferberg.
Josef Fürst, Landesältester, Rechnungshof und Steuereinnehmer des Fürstentums Breslau und Herr auf Girbigsdorf und Liebenstein im Land Görlitz, Keulendorf im Weichbild Neumarkt und Albrechtsdorf im Weichbild  Zobten, heiratete Anna Rehdiger, Tochter Corona Frenzels von Königshain und Enkeln von Joachim Frenzel. Annas und Josefs Sohn Adam Fürst von Kupferberg studierte im Winter 1609, erbte wohl Girbigsdorf, Liebenstein und Albrechtsdorf und war zudem Herr auf Bohrau.
Maximilian Fürst von Kupferberg (* 4. Dezember 1652; † 6. Oktober 1687) studierte 1671 an der Universität Leipzig und 1672 an der Brandenburgischen Universität Frankfurt. 1680 wurde er bis an sein Lebensende Breslauer Ratsherr. Von seinem Vater erbte er Albrechtsdorf. Er war seit dem 19. Mai 1678 mit Anna Sophie von Scholtz verheiratet.
1732 erhielt Christoph Ferdinand Graf von Nimptsch die Erlaubnis, sein Wappen mit dem der ausgestorbenen Freiherren von Fürst und Kupferberg zu vereinen und sich fortan „Graf von Nimptsch, Freiherr von Fürst und Oelse“ zu nennen.

## Wappen
Das Wappen zeigt einen quadrierten Schild: Zwei rote Pfähle auf weiß in 1 und 4 und ein Wolf, der einen gefiederten Pfeil zerbricht in 2 und 3 auf geteiltem blau und gelb bzw. gold, sowie auf dem gekrönten Helm.

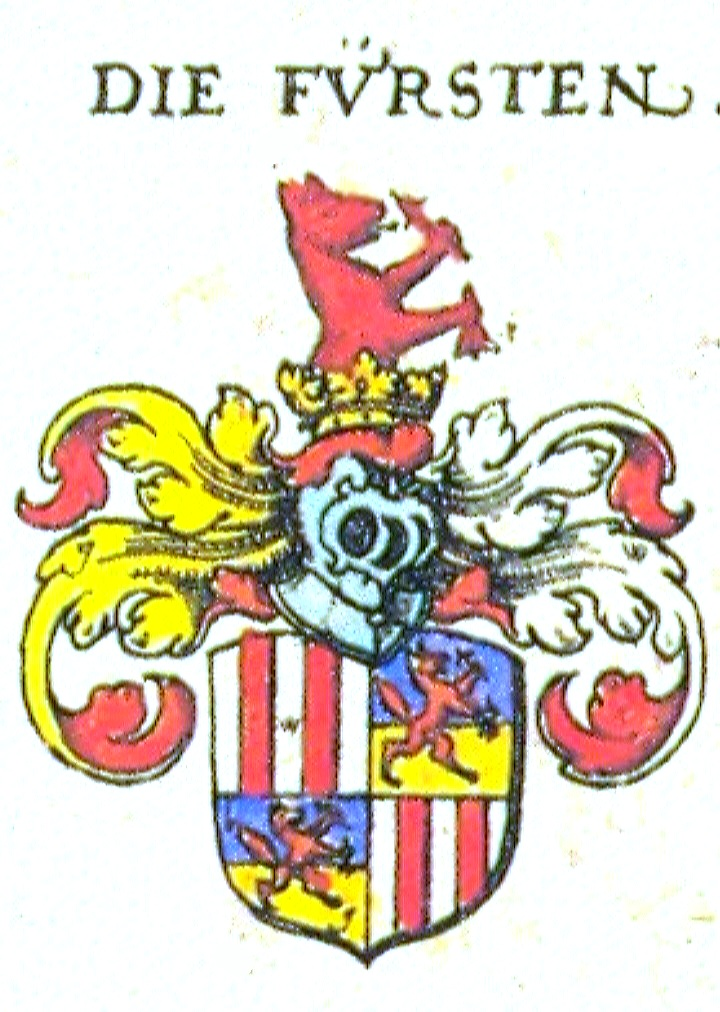
Wappen der Fürsten in Siebmachers Wappenbuch (Horst Appuhn, 1989)
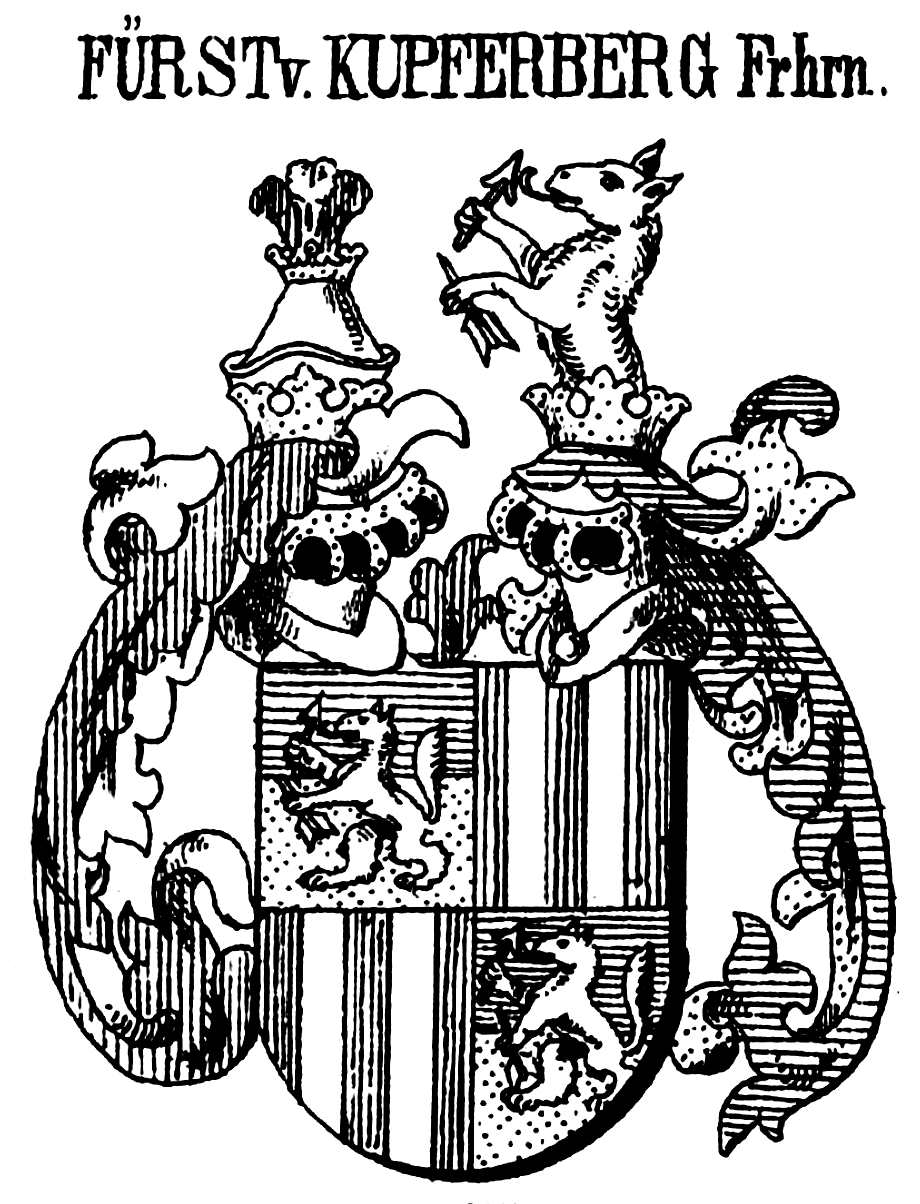
Wappen der Freiherren Fürst von Kupferberg in Siebmachers Wappenbuch (Konrad Blažek, 1887)

## Mitglieder
- Georg II. Fürst (1535–1600)[4]
- Josef Fürst (1564–1620)[8]
- Michael Fürst von Kupferberg (* 16. Jahrhundert)[4]
- Adam Fürst von Kupferberg (1593–1621)[8]
- David von Fürst, Erbherr auf Kupferberg (1600–1634)
- Maximilian Fürst von Kupferberg (4. Dezember 1652 – 6. Oktober 1687)
- Maximilian von Fürst und Kupferberg (1717–1790)[1]